# Lucio Marcio Séptimo
Lucio Marcio Séptimo  fue un militar romano del siglo III a. C. conocido por su participación en la segunda guerra púnica en el frente hispano.

## Carrera militar
Séptimo fue un centurión muy popular entre la tropa, que sirvió bajo Cneo Cornelio Escipión en Hispania y fue proclamado jefe del ejército y procónsul el 211 a. C. cuando murieron los hermanos Escipión. Tomó el mando de los restos del ejército al que salvó de la total destrucción y consiguió una victoria menor (magnificada por los romanos) sobre los cartagineses dirigidos por Asdrúbal Giscón a los que rechazó en el valle del Ebro.
Al anunciar su victoria asumió el título de propretor, lo que molestó al Senado que no ratificó la elección basándose en que Séptimo era sólo caballero. Como procónsul fue designado Cayo Claudio Nerón. Séptimo volvió a su lugar de centurión sin que se le conozca ninguna queja o acto de indisciplina.
Cuando Escipión el Africano llegó a Hispania el 210 a. C. trató con distinción a Séptimo. Tras la conquista romana de Cartago Nova, Escipión lo envió con un tercio del ejército a sitiar la ciudad de Cástulo que finalmente se rindió cuando Escipión fue en persona. Entonces fue enviado contra Astapa, que dejó en ruinas.
Durante la enfermedad de Escipión el 206 a. C. alcanzó otra vez el mando. En general se distinguió durante toda la campaña en Hispania pero después no se le vuelve a mencionar.